# 野崎久和
野崎 久和（のざき ひさかず、1952年 - ）は、日本の経済学者。

## 略歴
大阪府大阪市出身。1970年大阪府立桜塚高等学校卒業。1975年京都大学法学部卒業、丸紅入社。1979年イギリス、ワーリック大学大学院国際学修士課程修了、1980年イギリス、ケンブリッジ大学大学院国際関係学修士課程修了。1987年アメリカ合衆国、ブルッキングス研究所客員研究員。丸紅の調査部、国際業務部、プロジェクト金融部、丸紅米国会社ワシントンD.C.出張所などを渡り歩き、丸紅経済研究所主席研究員を経て、2003年丸紅退社。同年、北海学園大学経済学部助教授。2005年同経済学部教授・同大学院経済学研究科教授に就任。2005年カナダ、レスブリッジ大学交換教授。2019年北海学園大学定年退職。同名誉教授。同大学院経済研究科非常勤講師(2020年まで)。

## エピソード
2003年より北海学園大学で教員を務め、1、2部ともに国際事情を担当していた。

## 研究対象
専門は、国際関係論。特に、現代国際政治経済秩序の動向や国際秩序についてを研究するほか、イラクやインドネシア等の発展途上国の民主化活動や経済体制構築の動向、イラク戦争についても対象としている。

## 主著
- 『ブッシュのイラク戦争とは何だったのか―大義も正当性もない戦争の背景とコスト・ベネフィット』（梓出版社、2006年）
- 『国際経済システム読本―国際通貨・貿易の今を考える』（梓出版社、2008年）
- 『通貨・貿易の問題を考える : 現代国際経済体制入門』（日本経済評論社、2014年）

## 註
1. ↑  古林英一「献辞」『北海学園大学経済論集 66巻4号』北海学園大学経済学会、2019.3、巻頭2頁
2. ↑  以上につき、「野崎久和教授略歴」上掲『北海学園大学経済論集 66巻4号』巻頭13頁